# Strugurelu, Olt
Strugurelu este un sat în comuna Șerbănești din județul Olt, Muntenia, România. Este amplasat în partea de nord-est a comunei, pe valea pârâului Rogojina, și, până în 1964, se numea Jarcaleți .